# Диалог
Диалог (от гръцките корени διά, „посредством“, и λόγος, „език“, „реч“) е разговорът между двама или повече събеседници на конкретна тема. В процеса на разговор, всички са равни, всеки трябва да се изкаже. В литературата, киното, театъра и други изкуства, това е част от съответното произведение, в която персонажите общуват с пряка реч.

## Като литературен жанр
Диалогът (или беседа) може да бъде и жанр от самостоятелни произведения.
През средновековието с беседа се означават няколко вида литературни творби, които съдържат вътрешен диалог с читателя или слушателя, или имат диалогична форма:
1. въпросо-ответно произведение;
2. полемично произведение;
3. нравоучение, поучение – от византийския термин хомилия, за обозначение целта на творбата.

Поучителните беседи са най-разпространеният жанр беседи. Беседата е белязана в този тип творби от отношението проповедник-слушател и във връзка с това има някои свои формални белези – обръщения към слушателите, привеждане на техните мнения и т.н.
В историята на световната култура особено известни са Платоновите диалози.